# Ensemble de sous-niveau
En mathématiques, en particulier en analyse, en analyse convexe, en optimisation et en topologie différentielle (théorie de Morse), un ensemble de sous-niveau d'une fonction définie sur un ensemble {\displaystyle \mathbb {E} } à valeurs dans la droite réelle achevée {\displaystyle {\overline {\mathbb {R} }}} est l'ensemble des points où elle prend une valeur inférieure à un niveau {\displaystyle \nu \in \mathbb {R} } donné :
{\displaystyle S_{\nu }(f):=\{x\in \mathbb {E} :f(x)\leqslant \nu \}.}
Un ensemble de sous-niveau particulier est l'ensemble arg min{\displaystyle _{x\in \mathbb {E} }f(x)} des minimiseurs de {\displaystyle f}.

## Propriétés
- Une fonction définie sur un espace topologique à valeurs dans {\displaystyle {\overline {\mathbb {R} }}} est fermée (on dit aussi semi-continue inférieurement) si, et seulement si, tous ses ensembles de sous-niveaux sont fermés.
- Une fonction est quasi-convexe si, et seulement si, tous ses ensembles de sous-niveau sont convexes.